# Réseau superposé

Un réseau superposé et ses couches successives.

Un réseau superposé,,, ou réseau overlay, est un réseau informatique bâti sur un autre réseau. Les nœuds du réseau superposé sont interconnectés par des liens logiques du réseau sous-jacent. La complexité du réseau sous-jacent n'est pas visible par le réseau superposé.
Cette abstraction du réseau sous-jacent est une source d'inefficacité des flux, qui peuvent transiter plusieurs fois par les mêmes liens physiques. D'autre part, chaque couche réseau tend à réserver une partie de la capacité pour assurer la redondance.

## Exemples
Un réseau IP utilisant des circuits virtuels ATM, eux-mêmes créés sur des liens SDH, eux-mêmes sur de la fibre noire, donne un exemple de réseau superposé.
Depuis les années 2000 quelques logiciels de partage de fichiers en pair à pair utilisent la technologie superposée, à des fins de P2P anonyme. 
Tor (réseau), Freenet, I2P sont aussi des exemples de réseaux superposés. D'autres exemples sont accessibles dans la catégorie listant les systèmes informatiques d'anonymat.